# Rio Tunguska Inferior
O rio Tunguska Inferior (em russo:  Ни́жняя Тунгу́ска, Nizhnyaya Tunguska) é um rio na Sibéria, na Rússia. Tem 2989 km de comprimento e desemboca no Rio Ienissei. Flui através do Oblast de Irkutsk e do Krai de Krasnoiarsk.
Banha as cidades de Turukhansk, Tura e Yerbogachen. Tem 2989 km de extensão e drena uma bacia de 473 000 km2.